# Mihail Vlădescu
Mihail Vlădescu (n. 21 aprilie 1865, Câmpulung, Muscel, România – d. 2 martie 1944, București, România) a fost un politician și ministru român.